# H-4 Hercules

Comparació de l'H-4 amb els avions més grossos de l'actualitat

El Hughes H-4 Hercules (també conegut com a Spruce Goose, nombre de registre NX37602) és un hidroavió gegantí dissenyat per al transport pesant de tropes.

## Història
El 1942, Henry Kaiser, conegut per la seva producció de vaixells, entre els que es troben els Liberty Ships del desembarcament de Normandia, s'associa amb Howard Hughes per tal de dissenyar un hidroavió amb la capacitat de transportar fins a 500 soldats armats sobre llargues distàncies evitant així els combois marítims, víctimes sovint dels submarins alemanys i japonesos. Dissenyat i construït per la companyia Hughes Aircraft va fer el primer i únic vol al port de Long Beach el 2 de novembre de 1947 en el que va recórrer poc més d'un quilòmetre a menys de 25 metres d'altura.
Donades les restriccions d'ús d'Alumini en temps de guerra, va estar construït amb un material compost que va desenvolupar l'empresa de Hughes: el Duramold, fusta contraxapada de bedoll laminat a base d'una espècie de goma polimèrica que conformava un acabat semblant al plàstic, d'aquí que alguns el consideren el primer gran avió construït completament amb materials compostos. La fusta contraxapada laminada amb la resina conforma un material amb el que es poden construir estructures lleugeres però fortes i resistents. Tot això va suposar un repte d'enginyeria molt complicat en incorporar materials que no es coneixien a fons, a més de l'extrema complexitat del disseny d'un avió de les seves proporcions. Aviat es signa un contracte per 3 unitats però finalment només se'n construiria una. Henry Kaiser abandona el projecte però Huges continua amb la idea finançant el programa després d'haver gastat ja 18 milions de dòlars. Els crítics de Howard Hughes li ficaren el malnom de "Spruce Goose" ("oca d'avet o picea") i l'acusaren d'haver malgastat els fons del govern en un aparell que mai arribaria a volar.
L'avió incorporava l'última tecnologia del seu temps i tant el futur de H. Hughes com de la Hughes Aircraft Company anaven lligats al destí de l'aposta tan arriscada que representava la utilització de Duramold. Finalment l'avió fou una meravella de la tècnica i la tecnologia no obstant l'acabament de la guerra el deixà sense el seu rol, el transport de material bèl·lic així després del seu primer i últim vol fou conservat dins un hangar fins a la mort del seu creador, H. Hughes, quan fou traslladat al Evergreen Aviation Museum a McMinnville, Oregon.
L'Hèrcules és l'aeronau més gran que mai s'ha construït, té l'altura i l'envergadura més gran que cap altre avió en la història.